# يوهان غوتلف فيشر فون فالدهايم
يوهان جوتلف فيشر فون فالدهايم (بالألمانية: Gotthelf Fischer von Waldheim) (1771 - 1853) عالم ألماني ولد في ولاية سكسونيا الألمانية اشتهر بأعماله ودراساته في مجال علم الحيوان وعلم الحشرات وعلم الأحافير والتشريح وعلوم الأرض والمكتبات.